# 花嫁 (1991年のテレビドラマ)
『花嫁』（はなよめ）は、1991年9月2日 - 10月25日にTBS『花王 愛の劇場』枠にて放送されていた日本のテレビドラマ。全40話。同枠における、石井ふく子がプロデューサーを務めた作品の第12作目。原作は向田邦子脚本の1977年1月9日『東芝日曜劇場』第1048回で放送された『花嫁』。2012年1月2日にも『向田邦子新春ドラマスペシャル「花嫁」』として再ドラマ化されている。また舞台化もされ何度も上映されている。

## 概要
決して華やかではないが、一歩一歩人生を歩み、身勝手な夫に手を焼きながらも四人の子供を育て上げた主人公ちよ。亡夫の七回忌を迎えたその日、ちよは思いも寄らぬ男性から求婚される。同じ日、男運に恵まれないと心配していた次女が一人の青年を連れてきた。平凡な家庭に降って湧いた二つの結婚話が原因で、家族が揺れだした。 人生とは、結婚とは、幸せとは……。娘たちを慈しむ母の愛と、老いていく母親の将来（ゆくすえ）を案ずる娘たちの様々な人生模様を明るく描いていく。 向田邦子の同名作品を清水曙美が脚色、石井ふく子がプロデュースする。（BS11 番組紹介より）

## あらすじ
片倉家は東京の本郷界隈にある一軒家。というと聞こえはいいが、借家であるうえに、築40年というだけあって傷みの激しい。そんな片倉家には夫に先立たれたちよ（奈良岡朋子）と、薬剤師をしている次女の巴（沢田雅美）、高校3年の末娘・洋子（市丸和代）がつましく暮らしている。年が離れているのに巴と洋子の子供じみたケンカは絶えず、間をとりもつのがちよの役目だった。 そんなある日、ちよの亡夫の七回忌が執り行われることになった。片倉家の長女で、スーパーを経営する三田村耕介（寺泉憲）と結婚した節子（上村香子）、家を出てしっかり者の妻・雪子（岡本茉莉）と生活している長男の良一（江藤潤）も顔を揃えるはずだ。亡夫の友人たちも法事に駆け付けてくれることになったが、もう一人思いも寄らぬ客が来ることになった。巴の交際相手で、同じ病院に勤める医師・清村（中島久之）である。今まで男の噂一つなかった巴にそんな相手がいると知って、一同ビックリ。（BS11 番組紹介より）

## 配役
- 片倉ちよ：奈良岡朋子
- 三田村節子（ちよの長女 専業主婦）：上村香子
- 片倉巴（ちよの次女 病院薬剤師）：沢田雅美
- 片倉洋子（ちよの三女 高校生）：市丸和代
- 片倉良一（ちよの長男 会社員）：江藤潤
- 片倉雪子（良一の妻）：岡本茉利
- 片倉望（良一の娘）：山田真利
- 三田村耕介（節子の夫 スーパーを経営）：寺泉憲
- 三田村卓也（節子の息子）：中山吉浩
- 三田村美奈（節子の娘）：飯塚雅弓
- 三田村珠江（耕介の母）：黒田郷子
- 清村純平（医者・巴の交際相手）：中島久之
- 松井とし江（ちよの友人 隣人）：大鹿次代
- 黒崎宇一（ちよの縁談相手）：小島秀哉
- 本田悦子（黒崎の亡妻の妹）：水原英子
- 根岸マキ（電話の女）：鈴木てるえ
- 芳郎（大家の息子）：山本哲也
- 坂口翔也（社交ダンスの先生）：中井信之
- 花屋：高田麦子
- 看護婦：河野しずか
- 法事の客：小野田巧、今野鶏三、山本勝
- 主婦達：別府康子、岸野佑香、梅津文江、石巻美香

## スタッフ
- 原作 - 向田邦子
- 脚本 - 清水曙美
- 音楽 - 丹羽応樹
- 演出 - 川俣公明
- プロデューサー - 浜井誠（TBS）
- プロデューサー - 石井ふく子
- 製作 - ストーンウェル、TBS

## 主題歌
- 「今日も初恋｣

作詞・作曲：浜口庫之助／編曲：竜崎孝路／歌：島倉千代子

## 再放送
- 2023年10月9日から同年12月14日まで日本BS放送（BS11）で初めて放送された。[1]
- 2024年5月4日から同年8月3日まで日本BS放送（BS11）で再放送された。[2]